# Alleghenybærmispel
Alleghenybærmispel (Amelanchier laevis), også skrevet Allegheny-Bærmispel, er en stor, løvfældende busk eller et lille træ. 
Væksten er først åben og opret, men senere bliver den bredt overhængende med vandrette sidegrene og hængende skudspidser. Barken er først glat og grøn, senere bliver den rød på solsiden og grøn på skyggesiden. Til sidst er den grå og let ru. Meget gamle stammer kan få opsprækkende, grå bark. 
Knopperne er spredte, tilliggende og ganske smalle med røde spidser. Bladene er ovale med få, grove takker langs randen. Oversiden er blågrøn, mens undersiden er grågrøn. Begge sider er hårløse. Høstfarverne spænder fra gul til orange og rød. 
Blomstringen sker i maj, hvor de hængende klaser af hvide blomster blandes med det kobberrøde løv. De enkelte blomster er regelmæssige og 5-tallige med mange støvdragere og smalle, hvide kronblade. Frugten er et kugleformet, mørkerødt bær med blivende bæger og blålig dug. Frøene modner godt og spirer villigt i Danmark.
Rodnettet består af få, men kraftige hovedrødder og et højtliggende netværk af fint forgrenede smårødder. 
Højde x bredde og årlig tilvækst: 5 x 5 m (15 x 15 cm/år). 

## Spiselige bær
Bærrene er spiselige og smager rigtigt godt. De er også meget søgt af fuglene.

## Hjemsted
Busken er udbredt i de blandede løvskove i det østlige Nordamerika. Her findes den som underskov og i skovbryn på både tør, kalkholdig jord og fugtig, sur bund. 

## Følgearter
I højmoserne langs kysten af Michigansøen i Indiana findes arten i de skovdækkede dele af moserne sammen med bl.a. skovstjerne, tulipantræ, amerikansk bøg, amerikansk sassafras, feberbusk, fernisgiftsumak, Gaylussacia baccata (en art af bukkelbær), glansbladet hæg, gulbirk, hvidelm, kanelbregne, Maianthemum canadense (en art af majblomst), nikkende brøndsel, rødask, rødløn, skovtupelotræ, sortfrugtet surbær, storfrugtet blåbær, sumpeg, sumprose, sølvløn, virginsk vinterbær, weymouthfyr og østamerikansk lærk
| Portal | Portal:Botanik |

## Note
1. ↑  Anthony L. Swinehart: The structure and composition of vegetation in the lake-fill Peatlands of Indiana (engelsk)